# Barleria gueinzii
Barleria gueinzii är en akantusväxtart som beskrevs av Otto Wilhelm Sonder. Barleria gueinzii ingår i släktet Barleria och familjen akantusväxter. Inga underarter finns listade i Catalogue of Life.